# Volvo Viking
Volvo Viking är en serie lastbilar, tillverkade av den svenska biltillverkaren Volvo mellan 1953 och 1973.

## Volvo Viking
1953 introducerades L385 Viking med en lastförmåga på upp till 8 ton i boggiutförande. Bilen var mycket lik den större Titan-modellen. Det första året användes VDC-motorn från företrädaren L245, men sedan infördes den uppdaterade D67-motorn. 
1959 kom den vidareutvecklade L485 Viking med bland annat kraftigare chassi. Från 1961 kunde bilen fås med turbodiesel. Från 1964 erbjöds den frambyggda L4851 Viking Tiptop med tippbar hytt.

## Volvo N86

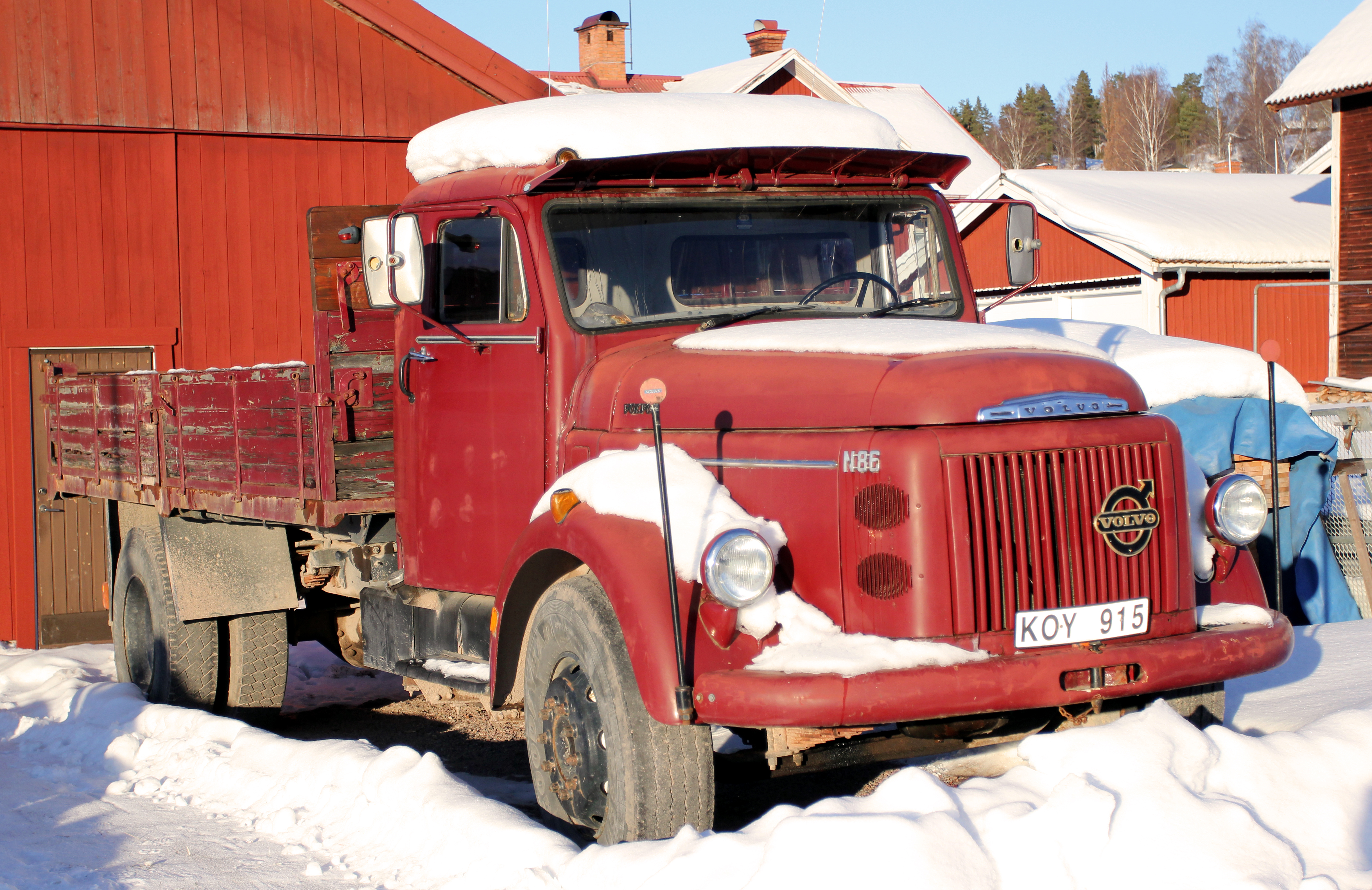
Volvo N86.

När Volvo införde sitt ”System 8” 1965 bytte bilen namn till N86. Under Viking-hytten dolde sig ganska omfattande förändringar med en ny motor, ny åttaväxlad växellåda och en allmän uppdatering av de flesta komponenterna.

## Motorer
| Modell   | Årsmodell | Motor                    | Cylindervolym | Effekt     | Bränslesystem |
| -------- | --------- | ------------------------ | ------------- | ---------- | ------------- |
| L385     | 1953-54   | VDC: 6-cyl radmotor ohv  | 6126 cm³      | 100 hk     | Dieselmotor   |
| L385-485 | 1955-65   | D67: 6-cyl radmotor ohv  | 6724 cm³      | 115-125 hk | Dieselmotor   |
| L485     | 1961-65   | TD67: 6-cyl radmotor ohv | 6724 cm³      | 150 hk     | Turbodiesel   |
| N86      | 1965-73   | D70: 6-cyl radmotor ohv  | 6724 cm³      | 144-150 hk | Dieselmotor   |
| N86      | 1965-73   | TD70: 6-cyl radmotor ohv | 6724 cm³      | 185-210 hk | Turbodiesel   |

## Militära versioner
Volvo Viking och dess efterföljare fanns inom Försvarsmakten i 15 olika versioner, från Lastterrängbilar till Snöslungor. Försvarets fordon baserades sig på Volvos civila grundversioner.
| Grundversion         | Modell        | Militär beteckning     | Tillverkad | Motor        |                                                   |
| -------------------- | ------------- | ---------------------- | ---------- | ------------ | ------------------------------------------------- |
| L385 Viking Terräng  | TL388/L3854   | Lastterrängbil 938     | 1954–1962  | D67B         |                                                   |
| L385 Viking Terräng  | TL389/L38547  | Radioterrängbil 936    | 1954–1962  | D67          |                                                   |
| L385 Viking Terräng  | TL389/L385547 | Mottagarterrängbil 937 | 1954–1962  | D67B         |                                                   |
| L385 Viking Terräng  | L38545        | Snöslunga 56B          | 1954–1962  | D67B +D815   | Motor till snöslungan, tillverkad av Scania-Vabis |
| L385 Viking Terräng  | L38545        | Snöslunga 56C          | 1954–1962  | D67B +D815   | Motor till snöslungan, tillverkad av Scania-Vabis |
| L4854 Viking Terräng | L48545 C      | Räddningsbil 918A      | 1962–1965  | TD67C        |                                                   |
| L4854 Viking Terräng | L48545 C      | Räddningsbil 918B      | 1962–1965  | TD67C        |                                                   |
| L4854 Viking Terräng | L48546 A      | Lastterrängbil 939AF   | 1962–1965  | D67C         |                                                   |
| L4854 Viking Terräng | L48546 A      | Lastterrängbil 939E    | 1962–1965  | D67          |                                                   |
| L4854 Viking Terräng | L48546 A      | Snöslunga 64           | 1962–1965  | D67C+DS11R40 | Motor till snöslungan, tillverkad av Scania-Vabis |
| L4854 Viking Terräng | L48548        | Lastterrängbil 939BF   | 1962–1965  | D67C         |                                                   |
| N86 4x4              | N86           | Lastterrängbil 941A    | 1965–1973  | TD70A        |                                                   |
| N86 4x4              | N86           | Lastterrängbil 941B    | 1965–1973  | TD70A        |                                                   |
| N86 4x4              | N86           | Lastterrängbil 941C    | 1965–1973  | TD70A        |                                                   |
| N86 4x4              | N86           | Lastterrängbil 941D    | 1965–1973  | TD70A        |                                                   |

## Galleri

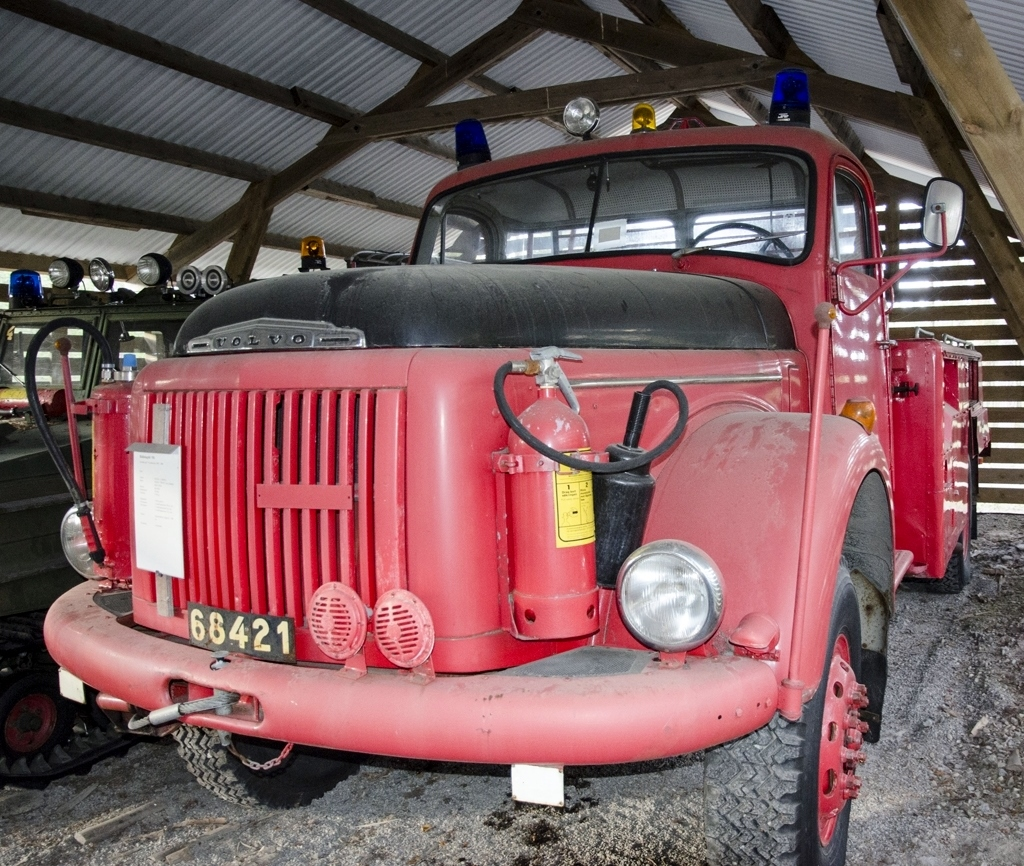
Räddningsbil 918
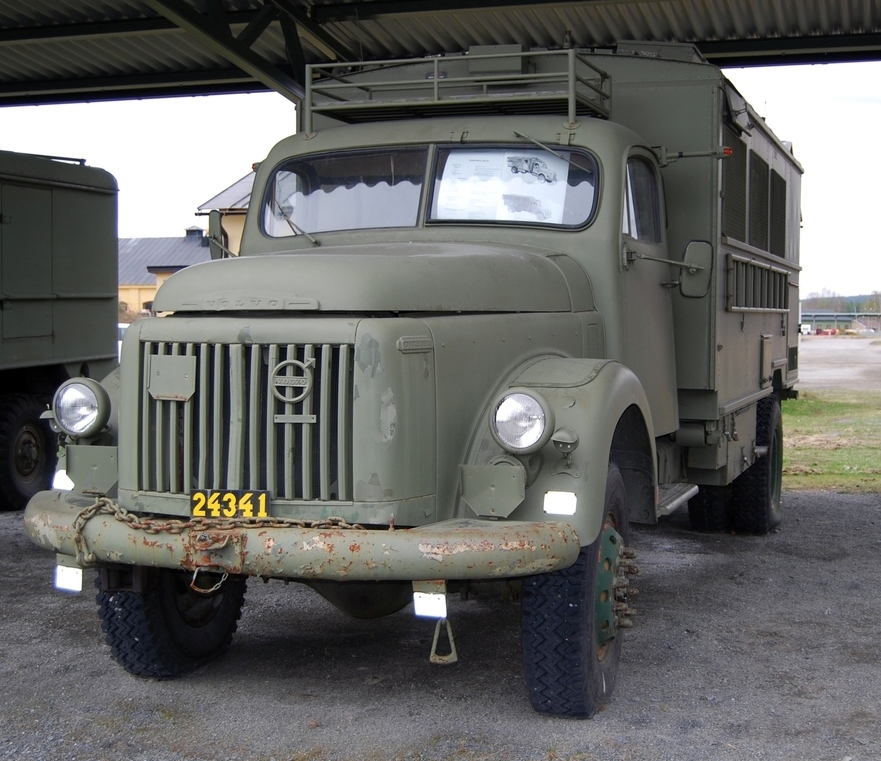
Radioterrängbil 936 med radiostation 620.
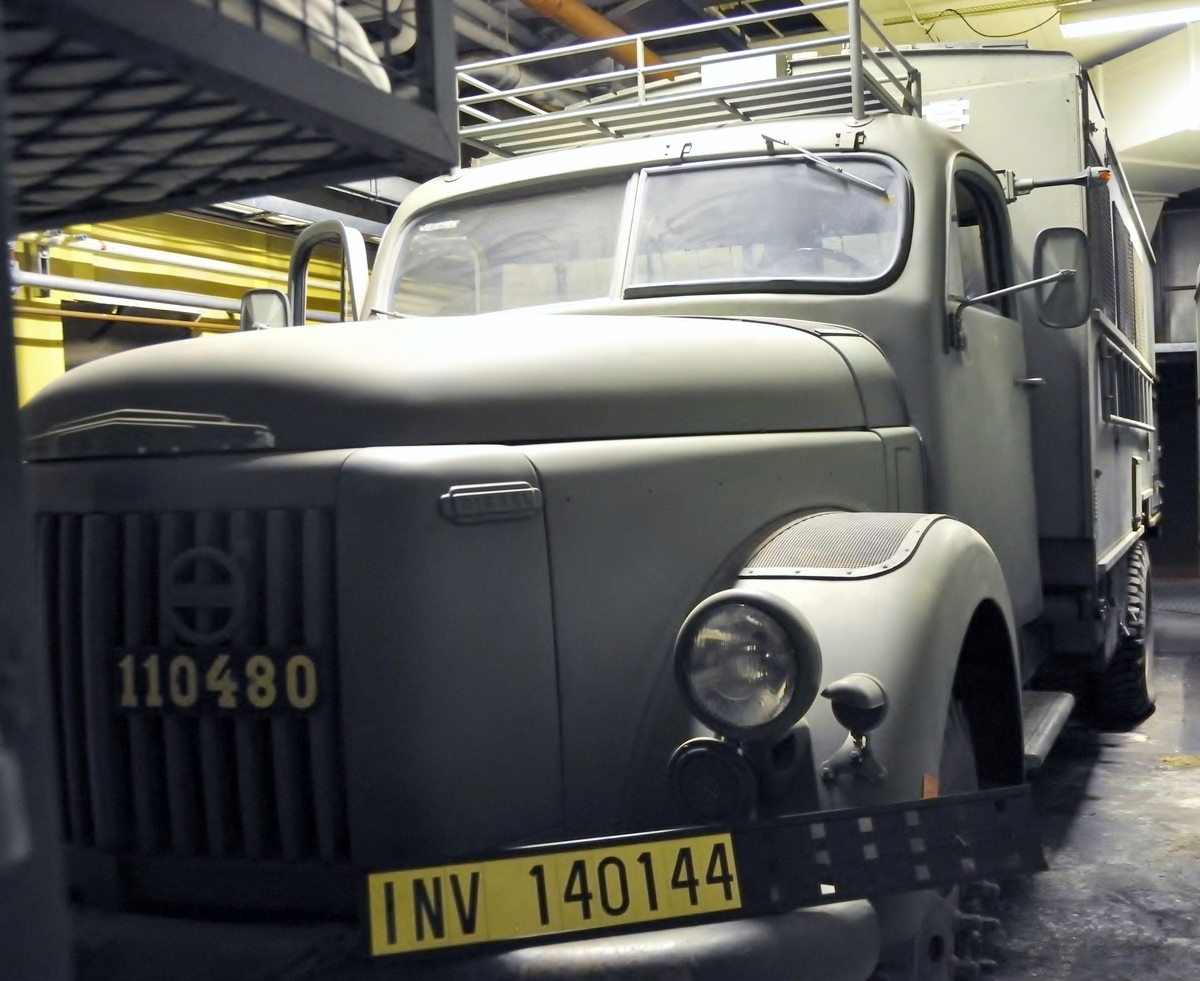
Mottagarterrängbil 937 med radiostation 600
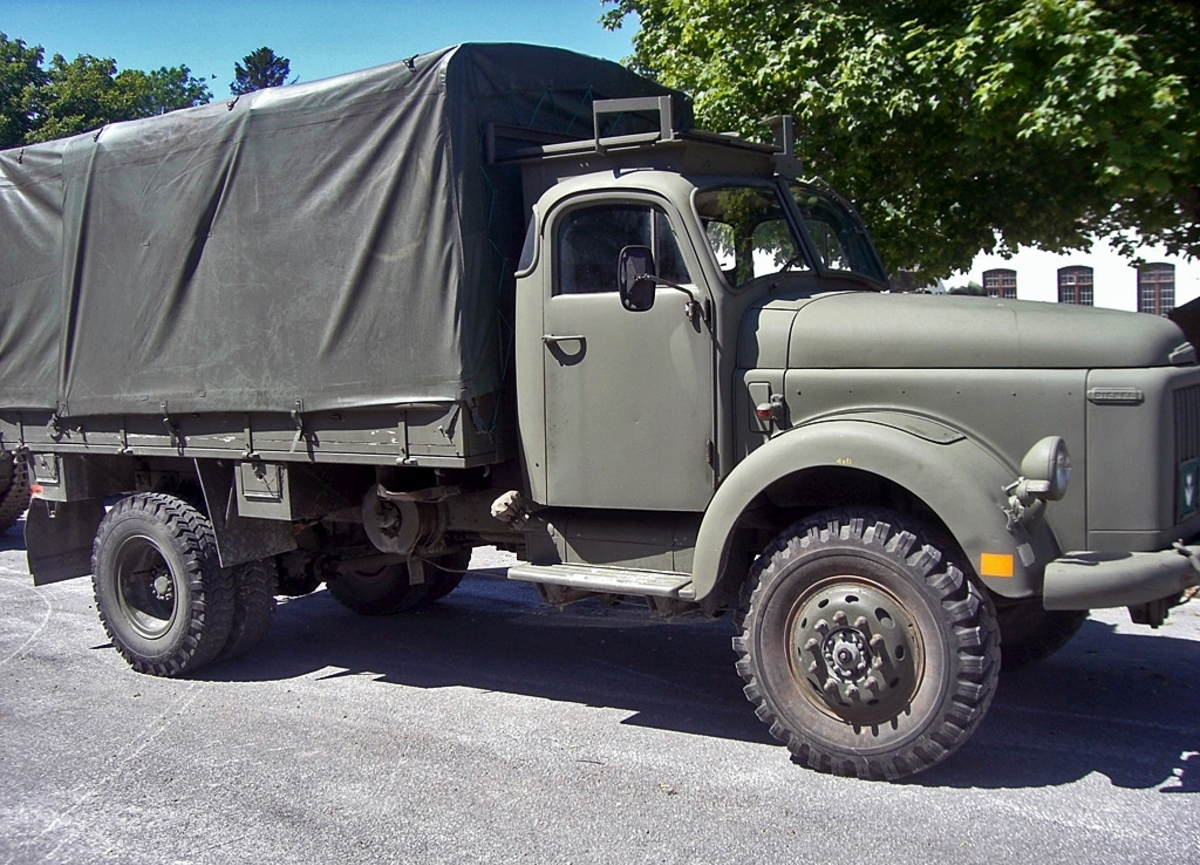
Lastterrängbil 938
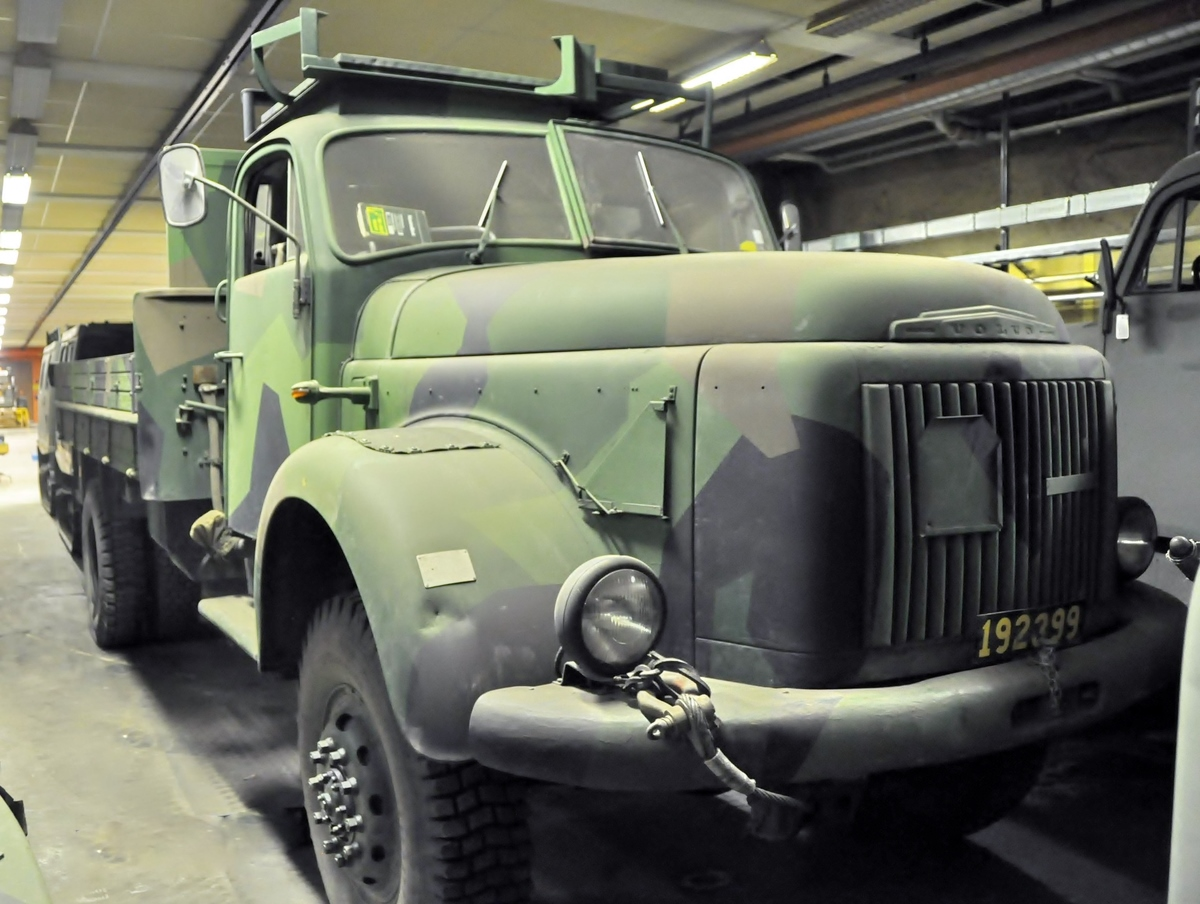
Lastterrängbil 939AF
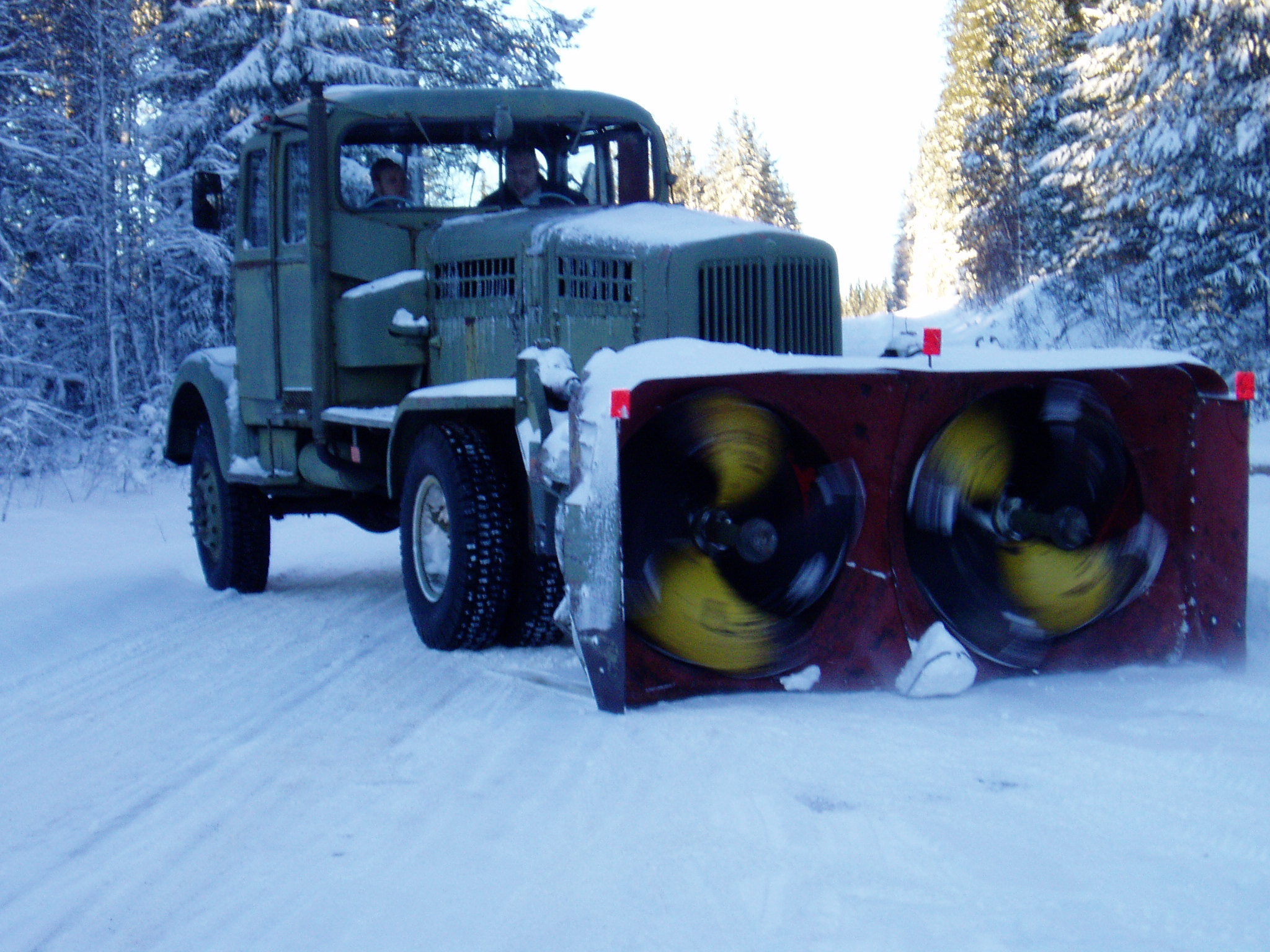
Snöslunga 56.
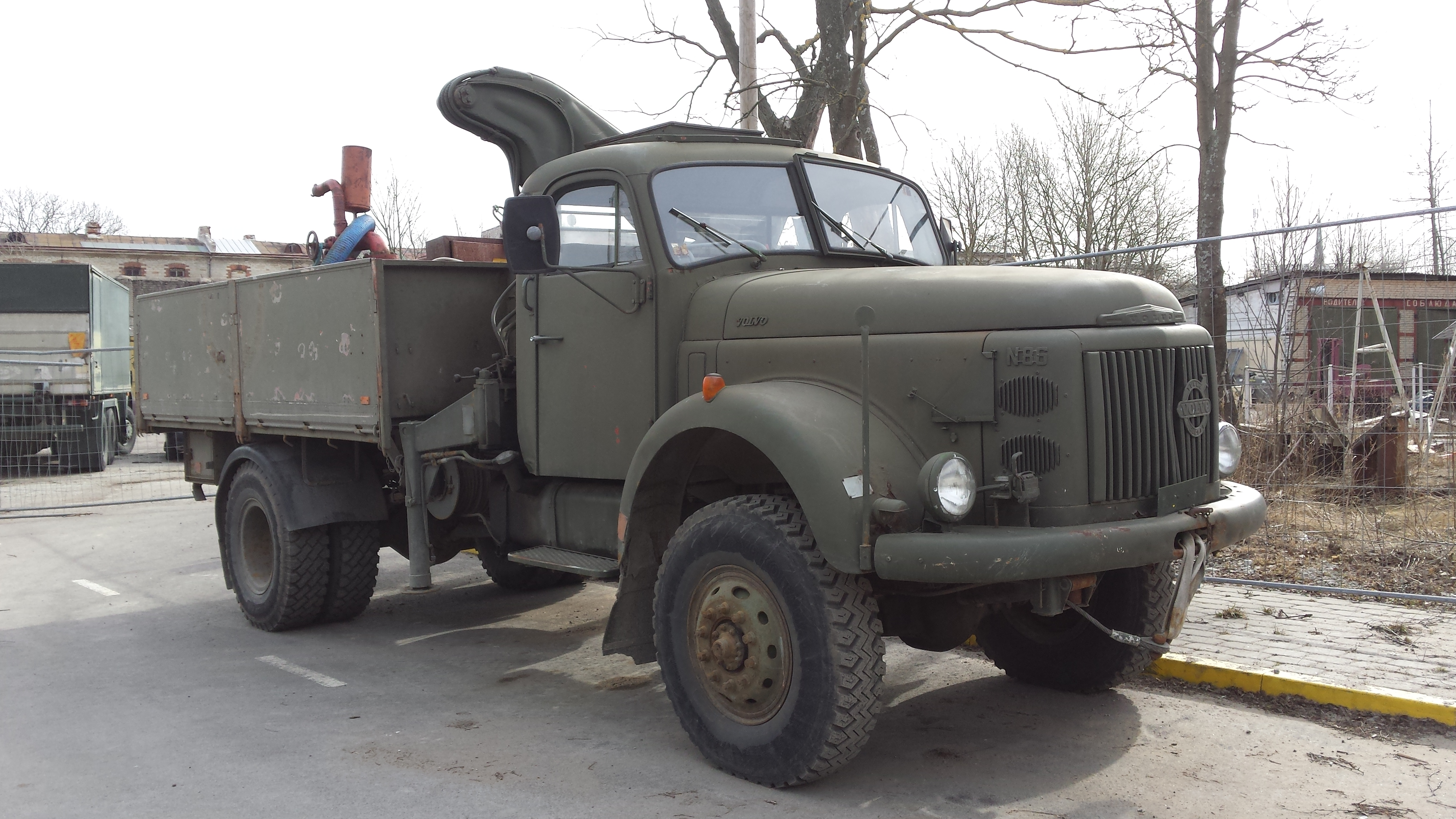
Lastterrängbil 941.